# الحجاب في إيران

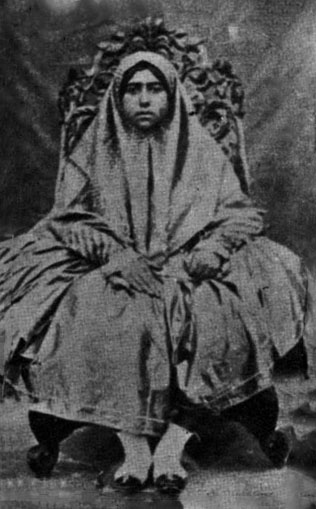
تاج الملوك ترتدي الحجاب في عهد مظفر الدين شاه.

بعد الثورة الإيرانية عام 1979، أصبح الحجاب هو الزي الإلزامي لجميع النساء الإيرانيات بأمر من آية الله الخميني، المرشد الأعلى للجمهورية الإسلامية الجديدة. كان الحجاب يُنظر إليه على أنه رمز للتقوى والكرامة والهوية للنساء المسلمات.